# تنکرلی (فکه)
تنکرلی (به ترکی استانبولی: Tenkerli) یک منطقهٔ مسکونی در ترکیه است که در فکه، ترکیه واقع شده‌است.